# جوزيف ألميدا
جوزيف ألميدا (بالإنجليزية: Joseph Almeida)‏ هو سياسي أمريكي، ولد في 23 سبتمبر 1957. حزبياً، نشط في الحزب الديمقراطي.